# Langenbrücken (Wüstung)
Langenbrücken ist eine Wüstung, die die heute in der Gemarkung der Stadt Babenhausen im südhessischen Landkreis Darmstadt-Dieburg liegt.

## Lage
Langenbrücken lag 128 m über NN, 1 km südwestlich von Babenhausen, zwischen Babenhausen und Sickenhofen. An die Lage von Langenbrücken erinnert heute die Straße Langenbrücker Weg.

## Geschichte
Das Dorf gelangte vermutlich durch die Heirat von Adelheid von Münzenberg, Tochter Ulrichs I. von Münzenberg, mit Reinhard I. von Hanau, die vor 1245 stattfand (das genaue Jahr ist nicht überliefert), in Hanauer Besitz. Es gehörte zum Amt Babenhausen der Herrschaft und nachfolgend der Grafschaft Hanau. Außerdem gehörte es zur Mark Babenhausen und zum Gericht Altdorf. Es ist in den Agrarkrisen am Anfang des 15. Jahrhunderts, um 1430, wüst gefallen. Seine Gemarkung ging in der von Babenhausen auf.
Kirchlich gehörte das Dorf ursprünglich zu Altdorf, später zu Babenhausen. Die Familien Wambolt von Umstadt und von Wasen hatten hier Grundbesitz.

## Historische Namensformen
Historische Namensformen waren:
- Langenbrucken (1355)
- Langenbrucken (1371)
- Langenbrucken (1382)
- Langenbrucken (1473)
- Langenbrucken (1552)
- Langebruckh (16. Jahrhundert)